# 酷鳥航空
酷鳥航空（英語：NokScoot）是一間泰國低成本航空公司，由泰國飛鳥航空以及新加坡酷航共同投資設立，以曼谷廊曼國際機場為樞紐機場營運中長程航線。
該航空公司於2020年6月26日宣布清盤並停飛。

## 沿革
新加坡酷航於2013年12月16日與泰國飛鳥航空於曼谷簽訂關於投資新設立中長程低成本航空的合約書，將以廣體客機經營中長程航線。泰國國際航空子公司飛鳥航空持股51%，而新加坡航空的全资子公司酷航則是持股49%，基礎資本額為3億泰銖。

## 目的地
以下為酷鳥航空航點一覽表：
| 主要樞紐 | 次要樞紐 | 即將開辦 | 停飛航點 |

| 國家     | 城市 | IATA | ICAO | 機場               | 備註             | 參考   |
| -------- | ---- | ---- | ---- | ------------------ | ---------------- | ------ |
| 泰國     | 曼谷 | DMK  | VTBD | 廊曼國際機場       | 樞紐機場         |        |
| 中国大陆 | 重慶 | CKG  | ZUCK | 重慶江北國際機場   | 2016年6月8日－   | [ 6 ]  |
| 中国大陆 | 大連 | DLC  | ZYTL | 大連周水子國際機場 | 2016年9月30日－  |        |
| 中国大陆 | 上海 | PVG  | ZSPD | 上海浦东国际机场   | 2019年2月26日－  |        |
| 中国大陆 | 南京 | NKG  | ZSNJ | 南京祿口國際機場   | 2015年6月11日－  | [ 7 ]  |
| 中国大陆 | 青島 | TAO  | ZSQD | 青島流亭國際機場   | 2015年11月25日－ | [ 8 ]  |
| 中国大陆 | 沈阳 | SHE  | ZYTX | 沈阳桃仙国际机场   | 2016年4月4日－   | [ 9 ]  |
| 中国大陆 | 天津 | TSN  | ZBTJ | 天津滨海国际机场   | 2016年1月15日－  | [ 10 ] |
| 中国大陆 | 西安 | XIY  | ZLXI | 西安咸陽國際機場   | 2017年1月15日－  |        |
| 中華民國 | 臺北 | TPE  | RCTP | 桃園國際機場       | 2015年10月25日－ | [ 11 ] |
| 日本     | 東京 | NRT  | RJAA | 成田國際機場       | 2018年2月26日－  |        |
| 日本     | 大阪 | KIX  | RJBB | 關西國際機場       | 2018年2月26日－  |        |
| 日本     | 札幌 | CTS  | RJCC | 新千歲機場         | 2019年2月26日－  |        |

## 機隊

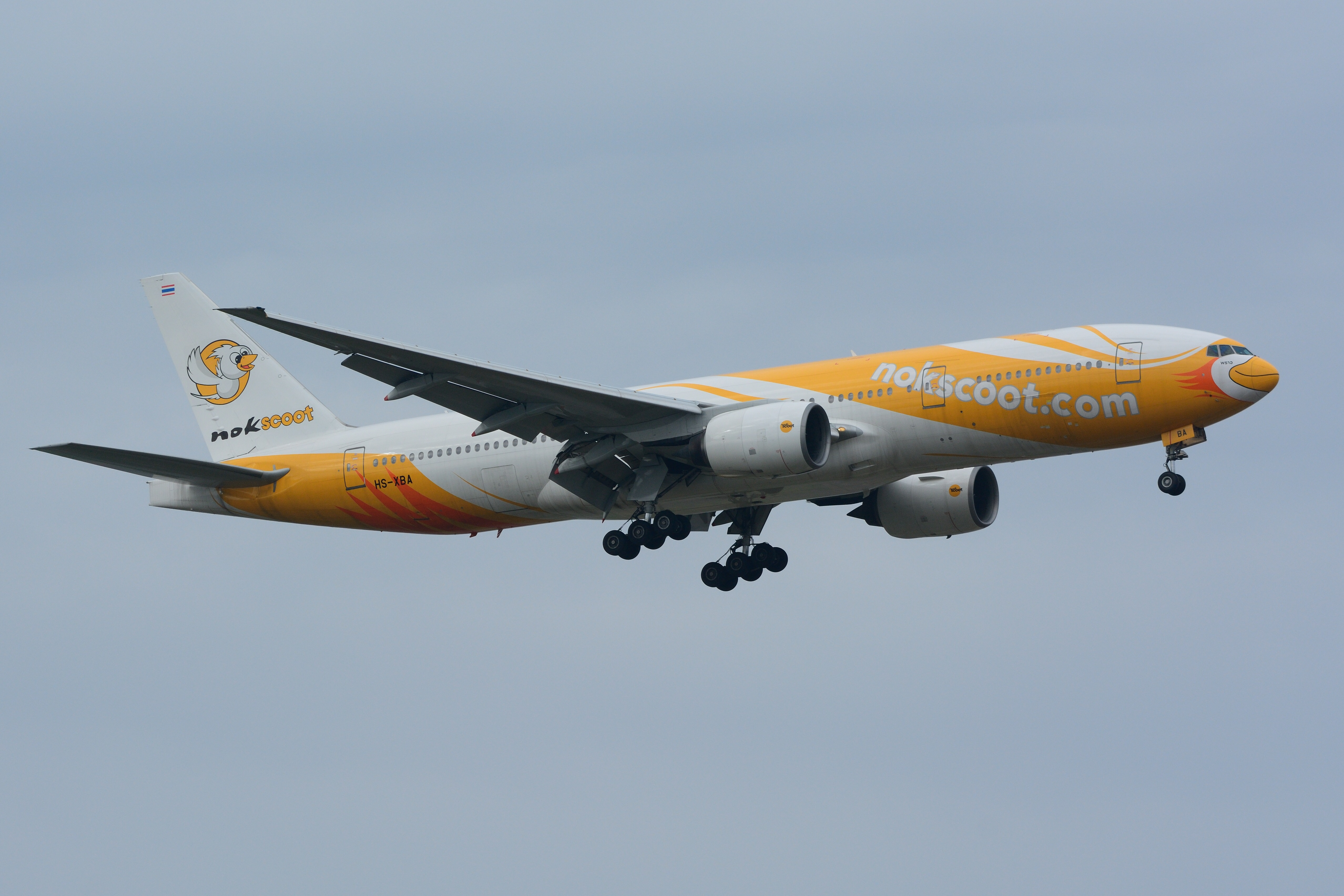
酷鳥航空波音777-200ER客機降落在成田國際機場

泰國民航局禁止進口機齡14年以上的客機，因此酷鳥航空無法承接酷航原有的多架波音777客機，轉而向新加坡航空租賃機齡較低的波音777-200ER。2014年11月23日，酷鳥航空接收第一架波音777-200ER。
酷鸟航空倒闭后，其原有的飞机都在中国兰州中川国际机场封存。2025年7月，这些飞机都陆续飞往伊朗。
| 機型          | 營運中 | 訂購中 | 載客量 | 載客量 | 載客量 | 附註 |
| 機型          | 營運中 | 訂購中 | J      | Y      | 共     | 附註 |
| ------------- | ------ | ------ | ------ | ------ | ------ | ---- |
| 波音777-200ER | 7      | —      | 24     | 391    | 415    |      |
| 總共          | 7      | —      |        |        |        |      |